# Bo Diddley Is a Gunslinger
Bo Diddley Is a Gunslinger är ett musikalbum av Bo Diddley som lanserades i december 1960 på Checker Records. På skivomslaget står Diddley klädd i westernkläder som revolverman. Albumet genererade ingen hit i USA, och nådde inte Billboard-listan, men nådde några år senare listplacering i Storbritannien. Albumets låt "Ride on Josephine" har senare spelats in som cover av George Thorogood. Låten "Cadillac" har spelats in som cover av The Kinks på deras debutalbum och av The Downliners Sect.

## Låtlista
1. "Gunslinger" 1:50
2. "Ride on Josephine" - 3:00
3. "Doing the Craw-Daddy" - 2:58
4. "Cadillac" - 2:39
5. "Somewhere" - 2:25
6. "Cheyenne" - 2:05
7. "Sixteen Tons" - 2:30
8. "Whoa Mule (Shine)" - 2:28
9. "No More Lovin'" - 2:25
10. "Diddling" - 2:20

## Listplaceringar
- UK Albums Chart, Storbritannien: #20 (1963)[1]